# Fuenlabrada Central (metropolitana di Madrid)
Fuenlabrada Central è una stazione della linea 12 della metropolitana di Madrid.
Si trova in prossimità del Paseo de la Estación, nel comune di Fuenlabrada, sotto alla stazione di Fuenlabrada che dà servizio alla linea C5 delle Cercanías di Madrid.

## Storia
La stazione è stata inaugurata il 20 giugno 1876 con l'apertura del tratto Madrid - Torrijos della linea che collegava la capitale spagnola con Malpartida de Plasencia.
Negli anni 80 la stazione è stata incorporata alla linea 5 delle Cercanías, di cui è stata capolinea fino al 2003.
La stazione della metropolitana fu inaugurata il 11 aprile 2003 insieme alle stazioni tra Colonia Jardín e la stazione Puerta del Sur sulla linea 10.

## Interscambi
- 2, 3, 4, 6, 13
- 468, 471, 496, 497, 498
- 5